# Мигел Херан
Мигел Херан (25. априла 1996, Малага) шпански је глумац. Најпознатији је по улогама Анибал "Рио" Кортес у Мани Хајст-у и Кристијана Варела Експосито у Елите-у. Године 2016. освојио је награду „Гоја” за најбољег новог глумца за улогу у филму Ништа за узврат.

## Детињство и младост
Херан је рођен у Малаги и са мајком се као дете преселио у Мадрид, где су живели у кварту Чамбери. Није баш волео школу и маштао је да кад одрасте постане аутомеханичар.

## Каријера
Случајни сусрет са глумцем и редитељем Данијелом Гузманом на улицама Малаге довео је до аудиције Херана за улогу Дарија у филму А камбио де нада, за који је освојио награду Гоиа 2016. године.
Играо је улогу Рија у серији Кућа од папира 2017. године, серију коју је касније покупио Нетфликс. Године, 2018. глумио је Кристиана Варела Екпоситоа у Нетфликсовој оригиналној серији Елите .

## Филмографија
| Година | Наслов                                 | Улога              | Напомене    |
| ------ | -------------------------------------- | ------------------ | ----------- |
| 2015   | Ништа заузврат                         | Дарио              |             |
| 2016   | Номеолвидес                            | Помоћник директора | Кратак филм |
| 2016   | 1898, Наши последњи људи на Филипинима | Солдадо Царвајал   |             |
| 2017   | Невидљиви чувар                        | Мигуел Ангел       |             |
| 2018   | Нешто касније                          | Реј                |             |
| 2018   | Алегриа, тристеза                      | Терористички       |             |
| 2020   | Хаста ел циело                         | Ангел              |             |

### Телевизија
| Година       | Наслов     | Улога                      | Напомене                                    |
| ------------ | ---------- | -------------------------- | ------------------------------------------- |
| 2017 – данас | Мани Хајст | Анибал Рио Кортес          | Главна улога                                |
| 2018–2019    | Елита      | Кристијан Барела Експосито | Појављивање као гост (сезона 2) (9 епизода) |

## Номинације
| Year | Award                       | Category             | Work            | Result     | Ref.  |
| ---- | --------------------------- | -------------------- | --------------- | ---------- | ----- |
| 2016 | Nagrada Goja                | Најбољи млади глумац | Ништа за узврат | Освојено   | [ 5 ] |
| 2016 | Синематографија Шпанија СИС | Најбољи млади глумац | Ништа за узврат | Номинација | [ 6 ] |
| 2016 | ASECAN Авард                | Најбоља мушка улога  | Ништа за узврат | Номинација | [ 7 ] |